# 昭紅芝麻蝸牛
昭紅芝麻蝸牛（学名：Diplommatina akirai）为芝麻蝸牛科芝麻蝸牛屬下的一个高海拔陸地蝸牛物種:52。
本物種為台灣特有種，分布於花蓮縣秀林鄉的高海拔山區，通常棲息於落葉堆底下，體型小如芝麻，約只有3.5毫米。殼為高角型，表面平滑，呈紅褐色。